# Casimiro Junco
Casimiro Junco Polanco (1843-?) fue un abogado y político español. Firmante, en 1869, del Pacto Federal Castellano en representación del Partido Republicano Federal de la provincia de Palencia y fundador, con Cirilo Tejerina, del Casino Republicano Federal palentino. También formó parte del Casino Eleuterio Martínez.
Formó parte, con Cirilo Tejerina, del comité republicano palentino.
Casimiro Junco era director de la Sociedad Económica Palentina de Amigos del País en 1893.
Actualmente, la ciudad de Palencia tiene una calle dedicada a él.